# Acquaviva (Montepulciano)
Pour les articles homonymes, voir Acquaviva.
Acquaviva est une frazione appartenant à la commune de Montepulciano (province de Sienne).
Il semble que le toponyme provienne de l’ancienne présence de marécages à cet endroit : ils furent assainis par le grand duc de Toscane et le village reçut, alors, le nom d’Acquaviva.

## Géographie
Acquaviva est distante d’environ 9 km de Montepulciano à une altitude de 300 m dans le Val di Chiana.
La localité de 2 000 habitants s’étend le long de la grande rue du village, via Fratelli Braschi.

## Histoire
On trouve trace d’Aquaviva, pour la première fois, dans un document de 803 signé à San Vittorino de Acquaviva, pieve (bien ecclésiastique) dont on a perdu la trace.
Les Romains connaissaient déjà Aquaviva comme le prouve le dallage d’un édifice romain retrouvé en 1957.

## Fêtes et traditions
San Vittorino, le saint patron, a donné son nom à la rue la plus escarpée. C’est là que tous les ans se disputait une course de chars, chacun d’entre eux représentant une communauté de la localité. Mais, depuis quelques années, elle n’a plus lieu pour des raisons de sécurité, les chars étant trop lourds.